# フランスの都市共同体
フランスの都市共同体（Communauté urbaine）は、拠点となる大都市を中心に周囲の市町村が密接に結びつく、市町村間の協力形態の一つである。
フランスの市町村(コミューン)は、パリ、リヨンのような突出した大都市がある一方で、約36,000ある市町村の7割以上が人口1,000人に満たない状況である（そのうち1,000ほどの市町村は人口50人未満との指摘もある）。極小市町村の中には十分な行政体制が整備されていないところもあり、そのような現状下でのより効率的な行政のために、フランスでは市町村間の協力体制が複数ある。この「都市共同体」はそうした市町村の協力体制の中では最高位にあり、行政上のいくつかの権限のほか、税収や国の補助金などの独自の財源も持っている。
1966年12月31日の法によって、まずは4つの大都市（ボルドー、リール、リヨン、ストラスブール）を拠点に都市共同体が創設された。この時点での共同体の目的は、行政構造と現実の都市圏とのずれを取り繕うことにあった。その後、1999年7月12日の通称「シュヴェヌマン法(loi Chevènement)」は、新たな都市共同体の設立条件を次のように定めた（あくまでも新設の条件であり、既存の都市共同体はこの限りではない）。
- その都市共同体が少なくとも50万人規模になること
- 飛び地などを含まない形で5万人以上の人口を持つ都市が少なくとも一つあること

## 都市共同体の一覧
便宜上、都市共同体名の訳語は「中核都市名」+『都市共同体』で統一している（ル・クルーゾ＝モンソー＝レ＝ミヌのみ、中核都市はル・クルーゾとモンソー＝レ＝ミーヌの2箇所）。原綴については後述を参照。
| No | 都市共同体名                                                                | 総人口    | 市町村数 | 創設年月日                        |
| -- | --------------------------------------------------------------------------- | --------- | -------- | --------------------------------- |
| 01 | リヨン都市共同体 （特別権を持つメトロポール・ド・リヨンへ移行）             | 1,167,532 | 55       | 1966年12月31日-2014年12月31日廃止 |
| 02 | リール都市共同体 2015年1月1日よりメトロポール・ユーロペアンヌ・ド・リール   | 1,091,438 | 85       | 1966年12月31日                    |
| 03 | マルセイユ都市共同体 （2016年1月1日に特別権を有するメトロポールに移行予定） | 0981,769  | 18       | 2000年07月07日                    |
| 04 | ボルドー都市共同体 2015年1月1日よりボルドー・メトロポール                   | 0659,998  | 27       | 1966年12月31日                    |
| 05 | トゥールーズ都市共同体 2015年1月1日よりトゥールーズ・メトロポール           | 0651,584  | 25       | 2008年12月24日                    |
| 06 | ナント・メトロポール都市共同体 2015年1月1日よりナント・メトロポール         | 0554,478  | 24       | 2000年12月31日                    |
| 07 | ニース都市共同体 2011年12月31日よりメトロポール・ニース・コート・ダジュール | 0512,160  | 24       | 2008年12月29日-2011年12月31日廃止 |
| 08 | ストラスブール都市共同体 2015年1月1日よりストラスブール・ユーロメトロポール | 0451,240  | 27       | 1966年12月31日                    |
| 09 | ナンシー都市共同体                                                          | 0258,268  | 20       | 1995年12月31日                    |
| 10 | ブレスト都市共同体 2015年1月1日よりブレスト・メトロポール                   | 0213,545  | 08       | 1973年05月24日                    |
| 11 | ダンケルク都市共同体                                                        | 0208,705  | 18       | 1968年10月21日                    |
| 12 | ル・マン都市共同体                                                          | 0188,665  | 09       | 1971年11月19日                    |
| 13 | ル・クルーゾ＝モンソー＝レ＝ミヌ都市共同体                                  | 092,292   | 16       | 1970年01月13日                    |
| 14 | アラス都市共同体                                                            | 089,451   | 24       | 1998年01月01日                    |
| 15 | シェルブール都市共同体                                                      | 088,588   | 05       | 1970年10月02日                    |
| 16 | アランソン都市共同体                                                        | 049,957   | 19       | 1996年12月31日                    |